# Registro mercantil
El registro mercantil es una institución administrativa que tiene por objeto la publicidad oficial de las situaciones jurídicas de los empresarios en los inscritos. 
La función primordial del registro mercantil es ser un instrumento de publicidad. Los empresarios tienen obligación de comunicar una serie de informaciones que se consideran esenciales de cara al tráfico jurídico, y el registro mercantil permite la publicidad de dicha información, para mayor seguridad jurídica y económica. También se pueden incluir voluntariamente ciertas informaciones por los empresarios autónomos, como los poderes de representación. 

## Registros mercantiles por países

### Registro mercantil en Bolivia
Un estudio experimental que contó con una muestra de 1046 micro empresarios de Bolivia, no inscritos en FUNDAEMPRESA para 2012, concluyó que ofrecer información sobre potenciales beneficios de formalizarse, régimen tributario, sanciones e instituciones a las cuales acudir, incide positiva mente en la tenencia de instrumentos de formalización. Asimismo, un descuento del 50% sobre el costo de adquirir la matrícula no incrementa de manera significativa la obtención del instrumento. Por último, los impuestos dependientes del tamaño de las empresas podrían distorsionar algunas decisiones de aquellos establecimientos cuyos niveles de capital o ventas, por ejemplo, se encuentren alrededor de los umbrales definidos por las políticas.

### Registro mercantil en Colombia
-En Colombia, el registro mercantil es la Escritura pública, que permite la constitución de las empresas y establecimientos de comercio. Para el caso colombiano, la función de expedir el registro mercantil es delegada por el Estado a las Cámaras de comercio y debe ser renovado de forma anual. Es obligatorio de acuerdo a la ley colombiana que todas las empresas y establecimientos de comercio de carácter formal tenga vigente su registro mercantil.
-El registro mercantil también es el apoyo que le permite a las demás personas conocer la calidad de comerciante de la empresa o negocio y le permite al comerciante ejercer cualquier actividad de manera legal.

### Registro mercantil en España
El 'Registro Mercantil de España' es una institución administrativa que tiene por objeto la publicidad oficial de las situaciones jurídicas de los empresarios en él inscritos, además de otras funciones que les han sido asignadas. La obligación del pago de los aranceles para la consulta de datos viene recogido en el Decreto 757/1973, de 29 de marzo, por el que se aprueba el adjunto Arancel de los Registradores Mercantiles. Es criticado por el cobro de aranceles que impiden el acceso a datos múltiples.